# Teoria clasică a câmpurilor
Teoria clasică a câmpurilor este numele generic sub care sunt reunite teoriile care studiază câmpurile în cadrul fizicii clasice (adică fără a include principiile fizicii cuantice):
- Teoria newtoniană a gravitației, descrisă de legea atracției universale;
- Teoria câmpului electromagnetic, descrisă de ecuațiile lui Maxwell;
- Teoria relativității generale, descrisă de ecuațiile lui Einstein.

Aceste teorii clasice posedă caracteristici și structuri comune (lagrangieni și ecuații de câmp, simetrii și legi de conservare, transformări de calibrare etc.) de interes intrinsec general, dar care totodată sunt unelte de bază ale teoriei cuantice a câmpurilor.